# Amir Mohammad Jazdani
Amir Mohammad Babak Jazdani Czerati (pers. امیرمحمد یزدانی چراتی ; ur. 28 września 2000) – irański zapaśnik walczący w stylu wolnym. Srebrny medalista mistrzostw świata w 2021 i 2023. Mistrz Azji w 2024. Drugi w Pucharze Świata w 2022. 
Drugi na MŚ U-23 w 2022. Drugi na MŚ kadetów w 2015 i Azji U-23 w 2019 roku.